# Silvestro Palmerini
Silvestro Palmerini (Viareggio, 1800 – Viareggio, 1900) è stato un marinaio e patriota italiano.

## Biografia
Silvestro Palmerini, conosciuto a Viareggio come "Scricchì", comandante e armatore di una tartana, e il suo secondo, Raffaello Motto, nel 1860, sensibili alle idee rivoluzionarie del tempo e ai problemi dell'Italia, accettarono di compiere un viaggio non privo di pericoli, dovevano "condurre di contrabbando" i siciliani Rosolino Pilo e Giovanni Corrao per preparare lo sbarco dei Mille e un carico di armi destinate ai rivoltosi siciliani insorti. Servì successivamente Garibaldi trasportando clandestinamente armi per le camicie rosse ed altri mazziniani. Uno di questi sbarchi avvenne sulla spiaggia di Viareggio il 29 giugno 1860.
Morì alla veneranda età di 100 anni nel 1900.